# Нурметова, Турсунпашша Бахрамовна
Турсунпашша Бахрамовна Нурметова (узб. Tursunpashsha Bahramovna Nurmetova; род. 17 января 1996 года, Хорезмская область, Узбекистан) ― узбекская дзюдоистка-паралимпиец, выступавшая в весовой категории до 63 кг и до 70 кг. Бронзовый призёр Летних Паралимпийских игр 2016 года, победитель Чемпионата Азии и призёр этапа Кубка мира.

## Карьера
В 2011 году принимала участие на Чемпионате мира по дзюдо среди молодёжи в Киеве (Украина), но не смогла там завоевать медаль. В 2012 году на Чемпионате страны по дзюдо заняла пятое место. Однако на Кубке Узбекистана смогла выиграть серебряную медаль в своей весовой категории. В 2013 году на молодёжном чемпионате Азии по дзюдо выиграла бронзовую медаль. В следующем году на чемпионате страны выиграла бронзовую медаль.
В 2015 году на этапе Кубка мира по дзюдо среди слепых и слабовидящих в Эгере (Венгрия) выиграла золотую медаль в весовой категории до 63 кг. В этом же году на Всемирных играх среди слепых и слабовидящих в Сеуле (Республика Корея) в соревновании по дзюдо в весовой категории до 63 кг выиграла бронзовую медаль.
В 2016 году на Летних Паралимпийских играх в Рио-де-Жанейро (Бразилия) в весовой категории до 63 кг выиграла бронзовую медаль, победив в борьбе за бронзу шведскую дзюдоистку Николина Пернхейм. В этом же году указом президента Узбекистана Шавката Мирзиёева награждена медалью «Жасорат».
В 2017 году на Чемпионате Азии по дзюдо среди слепых и слабовидящих в Ташкенте выиграла золотую медаль в весовой категории до 63 кг, выиграв в финале корейскую дзюдоистку Джин Сонг-Ли.